# Abdoul Karim Cissé
Abdoul Karim Cissé (Abidjan, 20 ottobre 1985) è un calciatore ivoriano, portiere dell'Lys Sassandra e della nazionale ivoriana.

## Carriera

### Club
Ha trascorso interamente la propria carriera in Costa d'Avorio con le maglie di Issia Wazi, Africa Sports, Gagnoa ed ASEC Mimosas; con quest'ultimo club ha disputato inoltre 13 incontri in CAF Champions League, la massima competizione continentale organizzata dalla CAF.

### Nazionale
Ha esordito con la nazionale ivoriana il 29 marzo 2015 in occasione dell'amichevole pareggiata 1-1 contro la Guinea Equatoriale; è stato convocato per la Coppa delle nazioni africane 2021.

## Statistiche
Statistiche aggiornate al 28 dicembre 2021.

### Cronologia presenze e reti in nazionale
| Cronologia completa delle presenze e delle reti in nazionale ― Costa d'Avorio | Cronologia completa delle presenze e delle reti in nazionale ― Costa d'Avorio | Cronologia completa delle presenze e delle reti in nazionale ― Costa d'Avorio | Cronologia completa delle presenze e delle reti in nazionale ― Costa d'Avorio | Cronologia completa delle presenze e delle reti in nazionale ― Costa d'Avorio | Cronologia completa delle presenze e delle reti in nazionale ― Costa d'Avorio | Cronologia completa delle presenze e delle reti in nazionale ― Costa d'Avorio | Cronologia completa delle presenze e delle reti in nazionale ― Costa d'Avorio |
| Data                                                                          | Città                                                                         | In casa                                                                       | Risultato                                                                     | Ospiti                                                                        | Competizione                                                                  | Reti                                                                          | Note                                                                          |
| ----------------------------------------------------------------------------- | ----------------------------------------------------------------------------- | ----------------------------------------------------------------------------- | ----------------------------------------------------------------------------- | ----------------------------------------------------------------------------- | ----------------------------------------------------------------------------- | ----------------------------------------------------------------------------- | ----------------------------------------------------------------------------- |
| 29-3-2015                                                                     | Abidjan                                                                       | Costa d'Avorio                                                                | 1 – 1                                                                         | Guinea Equatoriale                                                            | Amichevole                                                                    | -                                                                             | 46’                                                                           |
| 7-2-2016                                                                      | Kigali                                                                        | Guinea                                                                        | 1 – 2                                                                         | Costa d'Avorio                                                                | CHAN 2016                                                                     | -1                                                                            | 27’                                                                           |
| 26-12-2016                                                                    | Abidjan                                                                       | Costa d'Avorio                                                                | 0 – 0                                                                         | Zimbabwe                                                                      | Amichevole                                                                    | -                                                                             | 46’                                                                           |
| 13-8-2017                                                                     | Niamey                                                                        | Niger                                                                         | 2 – 1                                                                         | Costa d'Avorio                                                                | CHAN 2018                                                                     | -2                                                                            |                                                                               |
| 22-1-2018                                                                     | Marrakech                                                                     | Uganda                                                                        | 0 – 0                                                                         | Costa d'Avorio                                                                | CHAN 2018                                                                     | -                                                                             |                                                                               |
| 26-3-2019                                                                     | Abidjan                                                                       | Costa d'Avorio                                                                | 1 – 0                                                                         | Liberia                                                                       | Amichevole                                                                    | -                                                                             | 71’                                                                           |
| Totale                                                                        |                                                                               | Presenze                                                                      | 6                                                                             |                                                                               | Reti                                                                          | -3                                                                            |                                                                               |

## Palmarès

### Club

#### Competizioni nazionali
- Campionato ivoriano: 4

Africa Sports: 2011
ASEC Mimosas: 2017-2018, 2020-2021, 2021-2022
- Coppa della Costa d'Avorio: 2

Issia Wazi: 2006
ASEC Mimosas: 2018
- Coppa Félix Houphouët-Boigny: 2

Africa Sports: 2015
ASEC Mimosas: 2017